# Anthidium scudderi
Anthidium scudderi es una especie extinta de abeja de la familia Megachilidae, género Anthidium. Se conoce la especie solamente del Eoceno tardío, estadio Chadroniense, en depósitos de la formación  Florissant de Colorado (Estados Unidos). Anthidium scudderi es una de cuatro especies extintas de megaquílidos y con Anthidium exhumatum, una de dos especies de la formación  Florissant.

## Historia y clasificación
La especie es conocida por un solo fósil, el holotipo, ejemplar "No. 2002", un solo ejemplar de sexo indeterminado, originalmente parte de la colección de Samuel Hubbard Scudder, ejemplar "No. 11381". Otro espécimen, además de tres fósiles de A. exhumatum se encuentran en las colecciones del museo de paleontología  Museum of Comparative Zoology de la Universidad de Harvard. A. scudderi fue estudiado por Theodore Cockerell; su trabajo se publicó en Bulletin of the Museum of Comparative Zoology. El nombre "scudderi" se dio en honor de Samuel Scudder que coleccionó los ejemplares en Florissant.

## Descripción
El holotipo, si bien incompleto, mide aproximadamente 15 mm, pero le falta el extremo del abdomen. La longitud y grosor del cuerpo posiblemente aparecen más grandes que en vida debido al aplastamiento durante la fosilización. La cabeza y el tórax son negros, posiblemente con un diseño contrastante en color más claro. El mesotórax posiblemente con dos bandas claras. Es posible que las bandas fueran rojizas. El abdomen es de color claro, posiblemente amarillo en vida, con el borde posterior de cada segmento más oscuro. Las antenas y patas no son visibles en el ejemplar fosilizado. La coloración general es similar a la de Anthidium placitum. Las alas anteriores de A. scudderi son oscuras y miden 8 mm de longitud y son vellosas en la base. La célula marginal del ala es más grande que en Anthidium exhumatum. En base a la coloración y estructura general se han colocado A. scudderi y A. exhumatum en el género Anthidium.